# Puchar Azji w narciarstwie dowolnym 2023/2024
Puchar Azji w narciarstwie dowolnym 2023/2024 rozpoczął się 17 stycznia 2024 r. w chińskim Changchun, natomiast finałowe zmagania sezonu rozegrano 15 marca tego samego roku w chińskim ośrodku narciarskim Tiger Ridge Mountain Park.

## Konkurencje
- AE = skoki akrobatyczne
- MO = jazda po muldach
- SS = slopestyle
- HP = halfpipe

## Kalendarz i wyniki

### Mężczyźni
| Lp. | Data             | Miejscowość               | Konkurencja | 1. miejsce       | 2. miejsce     | 3. miejsce       |
| --- | ---------------- | ------------------------- | ----------- | ---------------- | -------------- | ---------------- |
| 1.  | 17 stycznia 2024 | Changchun                 | AE          | Sun Jiaxu        | Jia Zongyang   | Zhang Yifan      |
| 2.  | 18 stycznia 2024 | Changchun                 | AE          | Jia Zongyang     | Sun Jiaxu      | Wang Xindi       |
|     | 3 lutego 2024    | Fukushima                 | MO          | Odwołano         | Odwołano       | Odwołano         |
|     | 8 lutego 2024    | Hakuba                    | MO          | Odwołano         | Odwołano       | Odwołano         |
| 3.  | 18 lutego 2024   | Taira Ski Resort          | MO          | Taketo Nishizawa | Shima Kawaoka  | Ikkei Fujimura   |
| 4.  | 2 marca 2024     | Sapporo Bankei            | MO          | Shima Kawaoka    | Shota Hirayama | Takuya Shimakawa |
| 5.  | 8 marca 2024     | Tiger Ridge Mountain Park | SS          | Zhang Shihao     | Lin Hao        | Hiromi Sato      |
| 6.  | 9 marca 2024     | Tiger Ridge Mountain Park | SS          | Zhang Shihao     | Lin Hao        | Hiromi Sato      |
| 7.  | 13 marca 2024    | Tiger Ridge Mountain Park | HP          | Sheng Haipeng    | Su Shuaibing   | Li Hongzu        |
| 8.  | 15 marca 2024    | Tiger Ridge Mountain Park | HP          | Sheng Haipeng    | Su Shuaibing   | He Binghan       |

### Klasyfikacje
| Lp. | Zawodnik        | Punkty |
| --- | --------------- | ------ |
| 1.  | Zhang Shihao    | 200    |
| 2.  | Lin Hao         | 160    |
| 3.  | Hiromi Sato     | 120    |
| 4.  | Huang Congsen   | 95     |
| 5.  | Yuan Ming       | 86     |
| 6.  | Zhao Qinglin    | 85     |
| 7.  | Yuya Kobata     | 66     |
| 8.  | Sun Jinlong     | 65     |
| 9.  | Senajames Fujii | 64     |
| 10. | Keito Tomikawa  | 55     |

| Lp. | Zawodnik      | Punkty |
| --- | ------------- | ------ |
| 1.  | Sheng Haipeng | 200    |
| 2.  | Su Shuaibing  | 160    |
| 3.  | Li Hongzu     | 105    |
| 4.  | He Binghan    | 100    |
| 5.  | Zhu Shiyi     | 100    |
| 6.  | Kan Shibo     | 85     |

| Lp. | Zawodnik         | Punkty |
| --- | ---------------- | ------ |
| 1.  | Shima Kawaoka    | 180    |
| 2.  | Taketo Nishizawa | 136    |
| 3.  | Shota Hirayama   | 120    |
| 4.  | Ikkei Fujimura   | 110    |
| 5.  | Takuma Okada     | 90     |
| 6.  | Takuya Shimakawa | 86     |
| 7.  | Shugo Kanno      | 82     |
| 8.  | Taiga Sasaki     | 58     |
| 9.  | Osuke Nakahara   | 55     |
| 10. | Motoki Shikata   | 52     |

| Lp. | Zawodnik | Punkty |
| --- | -------- | ------ |
| 1.  |          |        |
| 2.  |          |        |
| 3.  |          |        |
| 4.  |          |        |
| 5.  |          |        |
| 6.  |          |        |
| 7.  |          |        |
| 8.  |          |        |
| 9.  |          |        |
| 10. |          |        |

### Kobiety
| Lp. | Data             | Miejscowość               | Konkurencja | 1. miejsce    | 2. miejsce      | 3. miejsce   |
| --- | ---------------- | ------------------------- | ----------- | ------------- | --------------- | ------------ |
| 1.  | 17 stycznia 2024 | Changchun                 | AE          | Xu Mengtao    | Chen Meiting    | Kong Fanyu   |
| 2.  | 18 stycznia 2024 | Changchun                 | AE          | Xu Mengtao    | Kong Fanyu      | Chen Meiting |
|     | 3 lutego 2024    | Fukushima                 | MO          | Odwołano      | Odwołano        | Odwołano     |
|     | 8 lutego 2024    | Hakuba                    | MO          | Odwołano      | Odwołano        | Odwołano     |
| 3.  | 18 lutego 2024   | Taira Ski Resort          | MO          | Haruka Nakao  | Nanami Mizunuma | Hina Fujiki  |
| 4.  | 2 marca 2024     | Sapporo Bankei            | MO          | Yuki Kajiwara | Itsuki Sato     | Shiori Asano |
| 5.  | 8 marca 2024     | Tiger Ridge Mountain Park | SS          | Xiong Wenhui  | Xiao Siyu       | Han Linshan  |
| 6.  | 9 marca 2024     | Tiger Ridge Mountain Park | SS          | Yang Shuorui  | Xiong Wenhui    | Xiao Siyu    |
| 7.  | 13 marca 2024    | Tiger Ridge Mountain Park | HP          | Chen Zihan    | Wu Yutong       | Si Xinhui    |
| 8.  | 15 marca 2024    | Tiger Ridge Mountain Park | HP          | Chen Zihan    | Wu Yutong       | Zhou Siyu    |

### Klasyfikacje
| Lp. | Zawodniczka  | Punkty |
| --- | ------------ | ------ |
| 1.  | Xiong Wenhui | 180    |
| 2.  | Yang Shuorui | 150    |
| 3.  | Xiao Siyu    | 140    |
| 4.  | Han Linshan  | 110    |
| 5.  | Kanon Kondo  | 90     |

| Lp. | Zawodniczka | Punkty |
| --- | ----------- | ------ |
| 1.  | Chen Zihan  | 200    |
| 2.  | Wu Yutong   | 160    |
| 3.  | Si Xinhui   | 105    |
| 4.  | Zhou Siyu   | 100    |
| 5.  | Liu Yinuo   | 95     |
| 6.  | Liu Qinyuan | 90     |

| Lp. | Zawodniczka      | Punkty |
| --- | ---------------- | ------ |
| 1.  | Hina Fujiki      | 110    |
| 2.  | Itsuki Sato      | 109    |
| 3.  | Yuki Kajiwara    | 100    |
| 3.  | Haruka Nakao     | 100    |
| 5.  | Shiori Asano     | 100    |
| 6.  | Hisako Kajiwara  | 86     |
| 7.  | Nanami Mizunuma  | 81     |
| 8.  | Kurea Mise       | 77     |
| 9.  | Yuma Taguchi     | 62     |
| 10. | Shunka Fukushima | 53     |

| Lp. | Zawodniczka | Punkty |
| --- | ----------- | ------ |
| 1.  |             |        |
| 2.  |             |        |
| 3.  |             |        |
| 4.  |             |        |
| 5.  |             |        |
| 6.  |             |        |
| 7.  |             |        |
| 8.  |             |        |
| 9.  |             |        |
| 10. |             |        |